# Nothing to Lose (álbum de Emblem3)
Nothing to Lose  —en español: «Nada que perder»— es el primer álbum de estudio del dúo estadounidense Emblem3, publicado el 30 de julio de 2013.

## Información
Emblem3 encontró la fama durante la segunda temporada de The X Factor, y después de quedar en cuarto lugar en la general, el grupo firmó con Columbia Records y el sello discográfico de Simon Cowell Syco Music. El miembro de la banda Fun Jack Antonoff ayudó a escribir la canción «Spaghetti».

## Sencillos
El primer sencillo de la banda, «Chloe (You're the One I Want)», fue lanzado en abril de 2013. Alcanzó el puesto número 27 en la lista de EE. UU. Pop Songs, y ha vendido 145 000 descargas desde el 11 de julio de 2013.
El segundo sencillo «3000 Miles» fue lanzado el 8 de octubre de 2013.
Con respecto a Do It All Again, la canción les fue vendida a la banda por el otro grupo estadounidense Big Time Rush, quienes no pudieron incluirlo en su último álbum, 24/Seven, por haberse filtrado en internet. La banda cambió gran parte de la canción aunque manteniendo la esencia del estribillo.

## Lista de canciones
| N.º | Título                          | Escritor(es)                                                                                  | Producer(s)   | Duración |  |
| 1.  | «Just for One Day»              | Rickard Göransson, Sam Hollander, Martin Johnson                                              |               | 3:15     |  |
| 2.  | «Spaghetti»                     | Drew Chadwick, Keaton Stromberg, Wesley Stromberg, Savan Kotecha, Jack Antonoff               |               | 2:57     |  |
| 3.  | «XO»                            | Chadwick, Benji Madden, Joel Madden, Louis Biancaniello, Michael Biancaniello                 |               | 3:48     |  |
| 4.  | «Chloe (You're the One I Want)» | Chadwick, K. Stromberg, W. Stromberg, Kotecha, Allan Grigg, Peter Svensson                    | Savan Kotecha | 3:43     |  |
| 5.  | «Girl Next Door»                | Chadwick, K. Stromberg, W. Stromberg, Eric Frederic, Evan Bogart                              | Wallpaper     | 3:37     |  |
| 6.  | «Nothing to Lose»               | Max Martin, Jacob Kasher, Marco Borrero, Johan Carlsson                                       | Max Martin    | 3:44     |  |
| 7.  | «I Love LA»                     | Hollander, Johnson, Nick Bailey, Ryan Ogren                                                   |               | 3:32     |  |
| 8.  | «Sunset Blvd.»                  | Chadwick, K. Stromberg, W. Stromberg                                                          |               | 3:23     |  |
| 9.  | «3000 Miles»                    | Ross Golan, Jon Levine, Anjulie Persaud                                                       |               | 3:47     |  |
| 10. | «Teenage Kings»                 | Chadwick, K. Stromberg, W. Stromberg, Kotecha, Bogart, Julian Bunetta, Carl Falk, Rami Yacoub |               | 3:19     |  |
| 11. | «One Day»                       | Ari Levine, Philip Lawrence, Mathew Miller, Peter Gene Hearnandez                             |               | 3:17     |  |

| iTunes deluxe edition bonus tracks |                   |                                                                         |             |          |  |
| N.º                                | Título            | Escritor(es)                                                            | Producer(s) | Duración |  |
| 12.                                | «Do It All Again» | Jacob Kasher, Matt Squire, Johan Carlsson, Jeff Halavacs, and Fran Hall |             | 3:25     |  |
| 13.                                | «I Wish»          | Julian Bunetta, John Ryan, Tim Wood, and Damon Bunetta                  |             | 2:58     |  |
| 14.                                | «Jaiden (Live)»   | Chadwick, W. Stromberg, and K. Stromberg                                |             | 4:46     |  |
| 15.                                | «Reason (Live)»   | Chadwick, W. Stromberg, and K. Stromberg                                |             | 3:52     |  |